# 奈良県立斑鳩高等学校
奈良県立斑鳩高等学校（ならけんりついかるがこうとうがっこう, Nara Prefectural Ikaruga High School）は、かつて奈良県生駒郡斑鳩町高安二丁目に所在していた県立高等学校。略称は斑鳩高、通称は斑高（いかこう）。

## 概要
1978年（昭和53年）4月に開設された全日制普通科高校。奈良県立片桐高等学校と統合する際、新設合併により、2007年（平成19年）3月に閉校、廃止された。
「まほろば創生・なら教育特区」における推進校として、2004年（平成16年）度入学生は日本史学習の重点化が実施された。具体的には第1、第2学年における日本史（「奈良学」「斑鳩学」「調査研究入門」）の必履修、歴史文化コースにおける「考古学」「仏教美術」「民俗学」「古文書入門」「奈良万葉学」「シルクロード学」「世界遺産学」等の学校設定科目を履修した。

### 教育目標
1. 人間等重の精神を基盤として、誠実に、しかも正義を愛し、自ら学ぶ人間の育成。
2. 健康な身体、豊かな情操と知性、堅忍不抜の精神を備え、自ら考える人間の育成。
3. 生命尊重の精神と責任感に富み、創造力豊かで気迫に満ち、自ら実践できる人間の育成[2]。

### 教育方針
日本国憲法、教育基本法及び学校教育法に定められた教育の根本精神に基づき、人権を尊重する民主的な社会の形成者として、新しい文化の創造に努める豊かな人間性をそなえた国民の育成を期して推進する。

#### 校訓
清く明るく健やかな青年に対する教育目標を設定し、常に自己を省みる人間形成上の鑑として「誠実」「堅忍」「気迫」の三訓を校訓と定めていた。

## 沿革

### 年表
- 1976年（昭和51年）3月10日 - 定例県議会において、高等学校建設用地として生駒郡斑鳩町高安の取得が議決される。
- 1977年
  - 11月8日 - 校章を制定。
  - 12月16日 - 奈良県議会での「奈良県立高等学校設置条例の一部を改正する条例」の可決により、校名を「奈良県立斑鳩高等学校」とする全日制普通科高校設置を決定。
- 1978年
  - 3月15日 - 第1回入試を奈良県立短期大学で実施。
  - 3月18日 - 奈良県立小学校教員養成所で合格発表を実施。
  - 4月1日 - 奈良県立斑鳩高等学校が開校。初代校長に太田順康が任命される。
  - 4月11日 - 開校式と第1回入学式を挙行。184名が入学。4学級を編成する。
  - 11月8日 - 学校創立記念式典を挙行し、校旗および校歌を制定。この日を創立記念日とする。
- 1981年
  - 1月28日 - 格技場が完成。
  - 3月1日 - 第1回卒業式を挙行。
  - 8月29日 - プールが完成。
  - 8月30日 - レスリング練習場が完成。
- 1984年10月 - わかくさ国体レスリング少年の部の会場となる。
- 1992年（平成4年）3月24日 - 弓道場が完成。
- 1996年
  - 2月19日 - 分割入試を実施。
  - 4月1日 - 歴史文化コース（1学級）を設置。
- 1999年11月15日 - 運動場照明設備が完成。
- 2001年12月20日 -  野球部、21世紀枠で奈良県代表として推薦される。
- 2002年9月 - 本館の耐震補強工事を完了。
- 2003年3月 - 野球部、第75回選抜高等学校野球大会に初出場。
- 2004年
  - 3月 - 野球部、第76回選抜高等学校野球大会に出場。
  - 6月25日 - 奈良県議会での「奈良県立高等学校設置条例の一部を改正する条例」の可決により、奈良県立斑鳩高等学校の廃止と、校名を「奈良県立法隆寺国際高等学校」とする奈良県立片桐高等学校との統合校の設置を決定。
  - 9月17日 - 2005年度以降の生徒募集停止を公表。
- 2005年4月1日 - 奈良県立法隆寺国際高等学校が開設され、校舎を含む校地の共用を開始。
- 2007年
  - 3月1日 - 斑鳩高等学校最後の卒業証書授与式および法隆寺国際高等学校への引継式を挙行。
  - 3月31日 - 閉校、廃止。校地・校舎・閉校後の証明書等の発行事務のすべてを法隆寺国際高等学校に移管。

## 基礎データ

### 所在地
- 奈良県生駒郡斑鳩町高安2丁目1-1

### アクセス
- 奈良交通
  - 「法隆寺国際高校（(旧)斑鳩高校）」停留所より約40m（徒歩約1分）
  - 「安富橋」停留所より北東へ約600m（徒歩約9分）
  - 「法起寺口」停留所より南西へ約800m（徒歩約12分）
- JR西日本大和路線「法隆寺駅」より北東へ約1.6km（徒歩約22分）

### 象徴

#### 校章
校章は玉虫厨子の模様「忍冬唐草」にある忍冬を図案化し、中央に法隆寺金堂を象形化した「高」の文字を配したものであった。忍冬は強い生命力をもった植物であり、初夏には香りのある白銀色の可憐な花を咲かせる。これに「誠実」「堅忍」「気迫」という校訓の精神を込めて図案化したものでもあった。

#### 校歌
作詞は初代校長の太田順康、作曲は福家末子による。歌詞は2番まであり、両番に校名の「斑鳩高」が登場する。

## 設置する課程、学科、コース及び定員
- 全日制課程
  - 普通科 - 720名（募集人員240名）
    - 歴史文化コース - 120名（募集人員40名：分割選抜；1996年度開設）
    - 歴史文化コース以外 - 600名（募集人員200名：一般選抜）

## 部活動

### 体育系
- 陸上部
- 野球部 - 2003年春（第75回）と2004年春（第76回）に出場。また閉校前年の2006年夏（第88回）の奈良県予選で決勝に進出。天理高校に敗れる。
- サッカー部
- レスリング部
- セーリング（）部
- 弓道部
- 柔道部
- 剣道部
- ハンドボール部
- ソフトテニス部
- 卓球部
- バスケットボール部
- バドミントン部
- バレーボール部

### 文化系
- 美術部
- 書道部
- 茶道部
- 写真部
- 英語部
- 歴史研究部
- 放送部
- 新聞部
- 解放研究部
- 吹奏楽部
- 電気通信部
- 演劇同好会

## 高校関係者と組織

### 高校関係者組織
- 奈良県立斑鳩高等学校育友会 - 生徒保護者による保護者会組織

### 高校関係者一覧

#### 著名な出身者
- 大島寛 - 元西武ライオンズ投手
- 林真一郎- ラジオ関西アナウンサー